# Championnat d'Irlande de football 2013
Navigation
Édition précédente Édition suivante
La saison 2013 du Championnat d'Irlande de football est la 93e saison du championnat, la sixième dans sa nouvelle formule. Ce championnat se compose de deux divisions, la Premier Division, le plus haut niveau, la First Division, l’équivalent d’une deuxième division. Les Sligo Rovers sont les tenants du titre après leur succès acquis en 2012.
le championnat est remporté par les dublinois du St. Patrick's Athletic Football Club. C'est leur huitième victoire dans le championnat.
Athlone Town Football Club remporte la First Division. Cette victoire lui permet d'accéder à la Premier Division pour la première fois depuis 1996. C'est le seul club promu cette saison puisque Longford Town se fait battre en match de barrage par Bray Wanderers qui se maintient ainsi dans l'élite irlandaise.

## Les changements depuis la saison précédente

### Promotions et relégations
Le Limerick Football Club qui a reporté le championnat de First Division intègre l’élite du football irlandais. 
Le Monaghan United Football Club a quitté le football professionnel en juin 2012. Il ne peut donc pas intégrer la First Division. 
Le 25 janvier 2013, la fédération irlandaise annonce que le Cobh Ramblers Football Club vient de signer une nouvelle licence professionnelle et intègre de ce fait la First Division. Cobh réintègre le championnat dont il avait été exclu pour raisons économiques en 2008, année où il avait terminé à la dernière place de la Premier Division.

### Organisation
Le championnat s'organise sur deux divisions avec un système de promotion et relégation entre les deux niveaux. Mais c'est en même temps un championnat fermé puisque sauf grande difficulté économique les équipes participantes sont assurées de se maintenir au sein de ces deux divisions professionnelles. L'accession au championnat d'Irlande se fait sur décision de la fédération irlandaise et acceptation de la totalité des équipes déjà membres. Le plus haut niveau, rassemblant les douze meilleures équipes, est la Premier Division. Le deuxième niveau, composé de huit équipes, se nomme First Division.

#### Premier Division
La Premier Division se dispute selon le système d'une poule où toutes les équipes rencontrent trois fois leurs adversaires. Lors de la première partie de la saison, les équipes disputent deux rencontrent une fois à domicile, une fois à l'extérieur. La troisième rencontre est tirée au sort et se jouera donc aléatoirement soit à domicile soit à l'extérieur. Chaque équipe dispute donc 33 matchs de championnat dans la saison. Le dernier de la division est automatiquement relégué en First Division. L'équipe classée onzième rencontre le vainqueur du barrage de First Division dans un barrage d'accession/relégation.
Les premiers matchs seront disputés le 8 mars 2013 et les derniers le 25 octobre 2013. 

#### First Division
La First Division se dispute selon le système d'une poule où toutes les équipes rencontrent quatre fois leurs adversaires, deux fois à domicile et deux fois à l'extérieur. Chaque équipe dispute donc 28 matchs de championnat dans la saison. Les premiers matchs sont programmés pour les 8 et 9 mars 2013.
La première équipe au classement au terme de la saison accède directement à la Premier Division. Les deux équipes disputent un match de barrage pour déterminer celle qui affrontera le 11e de la Premier Division dans un barrage d'accession/relégation.

## Les 20 clubs participants
| \| Dublin: · Premier Div.: · Bohemian · Shamrock · St Pat's · Shelbourne FC · UCD Drogheda United Dublin Dundalk FC Sligo Rovers Bray Wanderers Derry City FC Cork City FC Limerick FC Galway · Mervue United · SD Galway Athlone Town Cobh Ramblers FC Finn Harps Longford Town Waterford United Wexford Youths FC \| Localisation des clubs engagés dans le championnat. |
| Dublin: · Premier Div.: · Bohemian · Shamrock · St Pat's · Shelbourne FC · UCD Drogheda United Dublin Dundalk FC Sligo Rovers Bray Wanderers Derry City FC Cork City FC Limerick FC Galway · Mervue United · SD Galway Athlone Town Cobh Ramblers FC Finn Harps Longford Town Waterford United Wexford Youths FC                                                           |

Premier Division
| Équipe                                              | Ville    | Manager         | Stade              | Capacité | Fondation |
| --------------------------------------------------- | -------- | --------------- | ------------------ | -------- | --------- |
| Bohemian Football Club                              | Dublin   | Aaron Callaghan | Dalymount Park     | 7 955    | 1890      |
| Bray Wanderers Association Football Club            | Bray     | Pat Devlin      | Carlisle Grounds   | 3 250    | 1942      |
| Cork City Football Club                             | Cork     | Tommy Dunne     | Turners Cross      | 7 485    | 1984      |
| Derry City Football Club                            | Derry    | Declan Devine   | Brandywell Stadium | 8 200    | 1928      |
| Drogheda United Football Club                       | Drogheda | Mick Cooke      | United Park        | 2 000    | 1975      |
| Dundalk Football Club                               | Dundalk  | Stephen Kenny   | Oriel Park         | 6 000    | 1903      |
| Limerick Football Club                              | Limerick | Pat Scully      | Jackman Park       | 3 000    | 2007      |
| Shamrock Rovers Football Club                       | Dublin   | Trevor Croly    | Tallaght Stadium   | 5 700    | 1901      |
| Shelbourne Football Club                            | Dublin   | Alan Mathews    | Tolka Park         | 9 680    | 1895      |
| Sligo Rovers Football Club                          | Sligo    | Ian Baraclough  | The Showgrounds    | 5 500    | 1928      |
| St. Patrick's Athletic Football Club                | Dublin   | Liam Buckley    | Richmond Park      | 5 340    | 1929      |
| University College Dublin Association Football Club | Dublin   | Martin Russell  | UCD Bowl           | 3 000    | 1895      |

First Division
| Équipe                         | Ville      | Manager       | Stade               | Capacité | Fondation |
| ------------------------------ | ---------- | ------------- | ------------------- | -------- | --------- |
| Athlone Town Football Club     | Athlone    | Roddy Collins | Lissywoolen Stadium | 5 000    | 1887      |
| Cobh Ramblers Football Club    | Cobh       | Dave Hill     | St. Colman's Park   | 5 000    | 1922      |
| Finn Harps Football Club       | Ballybofey | vacant        | Finn Park           | 7 500    | 1954      |
| Longford Town Football Club    | Longford   | Tony Cousins  | Flancare Park       | 6 850    | 1924      |
| Mervue United Football Club    | Galway     | Johnny Glynn  | Terryland Park      | 6 500    | 1960      |
| Salthill Devon Football Club   | Galway     | John Brennan  | Drom                | 2 000    | 1977      |
| Waterford United Football Club | Waterford  | vacant        | RSC                 | 3 100    | 1930      |
| Wexford Youths Football Club   | Crossabeg  | Shane Keegan  | Ferrycarraig Park   | 2 500    | 2007      |

## Premier Division

### La pré-saison
La fédération irlandaise publie le calendrier officiel de la saison 2013 le 19 décembre 2012. La journée inaugurale voit opposer le champion en titre, les Sligo Rovers, au vainqueur de la Coupe d'Irlande, le Derry City FC, au Brandywell Stadium.
La pré-saison est comblée pour 6 des douze équipes du championnat par les premiers tours de la Setanta Sports Cup 2013 qui sert de fait de matchs de préparation au championnat.
L'intersaison est marquée par plusieurs transferts importants. le principal est le départ de Gary Twigg le meilleur buteur du championnat 2012 et attaquant vedette des Shamrock Rovers vers le club nord-irlandais de Portadown. Ce transfert s'explique par des raisons familiales, Twigg se rapproche de sa famille qui pendant tout son contrat à Dublin a continué à résider dans cette ville.

### Les moments forts de la saison
au terme de la 31e journée, soit deux journées avant la fin de la saison, St. Patrick's Athletic FC s'empare du titre de champion d'Irlande en battant le champion sortant Sligo Rovers sur le score de 2 à 0. Il ne peut plus être rejoint.
Lors de l'avant dernière journée, le Shelbourne Football Club perd son 21e match de la saison à Limerick. Il est relégué en First Division puisqu'il ne peut plus rejoindre les Bray Wanderers avant-derniers du championnat,.

### Classement
| Rang | Équipe                    | Pts | J  | G  | N  | P  | Bp | Bc | Diff |
| ---- | ------------------------- | --- | -- | -- | -- | -- | -- | -- | ---- |
| 1    | St. Patrick's Athletic FC | 71  | 33 | 21 | 8  | 4  | 56 | 20 | +36  |
| 2    | Dundalk FC                | 68  | 33 | 21 | 5  | 7  | 55 | 30 | +25  |
| 3    | Sligo Rovers T'C'         | 66  | 33 | 19 | 9  | 5  | 53 | 22 | +31  |
| 4    | Derry City FC             | 56  | 33 | 17 | 5  | 11 | 57 | 39 | +18  |
| 5    | Shamrock Rovers FC CL     | 52  | 33 | 13 | 13 | 7  | 43 | 28 | +15  |
| 6    | Cork City FC              | 46  | 33 | 13 | 7  | 13 | 47 | 50 | -3   |
| 7    | Limerick FC P             | 42  | 33 | 11 | 9  | 13 | 38 | 46 | -8   |
| 8    | Drogheda United           | 38  | 33 | 8  | 14 | 11 | 44 | 46 | -2   |
| 9    | UCD                       | 30  | 33 | 8  | 6  | 19 | 45 | 73 | -28  |
| 10   | Bohemian FC               | 29  | 33 | 7  | 8  | 18 | 27 | 47 | -20  |
| 11   | Bray Wanderers            | 27  | 33 | 7  | 6  | 20 | 33 | 66 | -33  |
| 12   | Shelbourne FC             | 21  | 33 | 5  | 6  | 22 | 25 | 56 | -31  |

| Légende : Qualifications et relégations | Légende : Qualifications et relégations                                                                            |
| --------------------------------------- | --- |
|                                         | Champion d'Irlande et Ligue des Champions 2014-2015, deuxième tour de qualification                                |
|                                         | Ligue Europa 2014-2015, premier tour de qualification                                                              |
|                                         | Barrage de relégation en deuxième division                                                                         |
|                                         | relégation en deuxième division                                                                                    |
|                                         | T : Tenant du titre P : Promu C : Vainqueur de la Coupe d'Irlande 2013 CL : Vainqueur de la Coupe de la Ligue 2013 |

### Résultats
| Résultats (▼dom., ►ext.)                                   | BOH | BRA | COR | DER | DRO | DUN | LIM | SHA | SLI | PAT | SHB | UCD |
| Bohemian FC                                                |     | 3-2 | 1-2 | 0-4 | 1-1 | 0-2 | 0-1 | 0-0 | 0-3 | 0-2 | 0-3 | 2-1 |
| Bray Wanderers                                             | 1-3 |     | 1-2 | 2-3 | 3-2 | 0-1 | 0-4 | 0-0 | 0-0 | 0-1 | 1-0 | 2-2 |
| Cork City FC                                               | 2-1 | 1-3 |     | 0-1 | 1-0 | 2-2 | 2-3 | 1-2 | 3-1 | 0-2 | 1-1 | 2-1 |
| Derry City FC                                              | 2-1 | 2-0 | 1-1 |     | 1-1 | 0-1 | 2-1 | 2-1 | 0-1 | 0-1 | 4-0 | 2-4 |
| Drogheda United                                            | 2-2 | 2-1 | 1-1 | 2-3 |     | 0-1 | 2-2 | 0-3 | 1-1 | 1-2 | 0-0 | 3-2 |
| Dundalk FC                                                 | 3-0 | 1-0 | 2-0 | 1-3 | 2-2 |     | 2-2 | 0-0 | 1-3 | 2-1 | 1-0 | 2-3 |
| Limerick FC                                                | 2-1 | 4-4 | 0-0 | 0-1 | 0-1 | 3-2 |     | 1-1 | 0-0 | 0-1 | 0-0 | 3-1 |
| Shamrock Rovers                                            | 1-1 | 7-0 | 1-1 | 2-1 | 1-1 | 1-0 | 1-0 |     | 1-1 | 3-0 | 1-0 | 1-1 |
| Sligo Rovers                                               | 0-0 | 3-0 | 2-0 | 3-0 | 2-2 | 0-1 | 2-1 | 0-0 |     | 1-1 | 2-0 | 5-2 |
| St. Patrick's Athletic FC                                  | 1-1 | 2-0 | 2-1 | 1-1 | 1-0 | 1-2 | 3-0 | 0-0 | 2-0 |     | 4-0 | 5-0 |
| Shelbourne FC                                              | 0-1 | 1-2 | 2-1 | 0-1 | 1-3 | 1-3 | 2-1 | 0-0 | 0-2 | 0-3 |     | 2-0 |
| UC Dublin                                                  | 1-0 | 4-5 | 3-0 | 0-6 | 2-2 | 1-2 | 1-1 | 2-0 | 0-3 | 0-1 | 1-2 |     |
| - Victoire à domicile - Match nul - Victoire à l'extérieur |     |     |     |     |     |     |     |     |     |     |     |     |

| Résultats (▼dom., ►ext.)                                   | BOH | BRA | COR | DER | DRO | DUN | LIM | SHA | SLI | PAT | SHB | UCD |
| Bohemian FC                                                |     | 0-1 | .   | 2-0 | .   | 1-1 | .   | 1-0 | 0-2 | .   | .   | 1-3 |
| Bray Wanderers                                             | .   |     | 1-2 | .   | .   | .   | 1-0 | .   | .   | .   | 1-1 | 1-1 |
| Cork City FC                                               | 1-0 | .   |     | 4-1 | .   | .   | .   | .   | .   | .   | 5-3 | 2-0 |
| Derry City FC                                              | .   | 2-0 | .   |     | 0-2 | .   | .   | 1-1 | 1-2 | .   | 3-1 | .   |
| Drogheda United                                            | .   | 2-0 | 2-3 | .   |     | .   | 3-0 | .   | .   | .   | .   | 1-1 |
| Dundalk FC                                                 | .   | .   | 4-0 | 3-0 | 1-0 |     | 1-2 | 3-1 | 2-0 | .   | .   | .   |
| Limerick FC                                                | 1-0 | .   | 2-1 | .   | .   | .   |     | 2-0 | .   | 0-0 | 1-0 | 1-3 |
| Shamrock Rovers                                            | .   | 3-0 | 2-1 | .   | 3-1 | .   | .   |     | .   | 0-4 | .   | .   |
| Sligo Rovers                                               | .   | 2-0 | 0-0 | .   | 3-1 | .   | 2-0 | .   |     | .   | 2-0 | .   |
| St. Patrick's Athletic FC                                  | 1-1 | .   | .   | 1-1 | 0-0 | 2-0 | .   | .   | 2-0 |     | 1-0 | .   |
| Shelbourne FC                                              | 0-3 | .   | .   | .   | 2-2 | 1-2 | .   | 1-2 | .   | .   |     | .   |
| UC Dublin                                                  | .   | .   | .   | 1-3 | .   | 0-2 | .   | 1-4 | 0-3 | 1-3 | .   |     |
| - Victoire à domicile - Match nul - Victoire à l'extérieur |     |     |     |     |     |     |     |     |     |     |     |     |

### Leader journée par journée
- Boh : Bohemian Football Club
- Der : Derry City Football Club
- St. Pat : St. Patrick's Athletic FC

### Évolution du classement
| Club                      | 1  | 2  | 3  | 4  | 5  | 6  | 7  | 8  | 9  | 10 | 11 | 12 | 13 | 14 | 15 | 16 | 17 | 18 | 19 | 20 | 21 | 22 | 23 | 24 | 25 | 26 | 27 | 28 | 29 | 30 | 31 | 32 | 33 | nombre de journées en tête | nombre de journées relégable |
| ------------------------- | -- | -- | -- | -- | -- | -- | -- | -- | -- | -- | -- | -- | -- | -- | -- | -- | -- | -- | -- | -- | -- | -- | -- | -- | -- | -- | -- | -- | -- | -- | -- | -- | -- | -------------------------- | ---------------------------- |
| Sligo Rovers              | 2  | 1  | 1  | 1  | 1  | 1  | 1  | 1  | 1  | 1  | 2  | 1  | 1  | 1  | 2  | 3  | 3  | 3  | 3  | 2  | 3  | 4  | 3  | 3  | 3  | 3  | 3  | 3  | 2  | 3  | 3  | 3  | 3  | 11                         | 0                            |
| Drogheda United           | 10 | 10 | 10 | 6  | 5  | 5  | 7  | 6  | 5  | 5  | 5  | 7  | 5  | 5  | 7  | 7  | 8  | 8  | 8  | 8  | 8  | 8  | 8  | 8  | 7  | 7  | 6  | 7  | 8  | 8  | 8  | 8  | 8  | 0                          | 0                            |
| St. Patrick's Athletic FC | 2  | 8  | 9  | 9  | 6  | 9  | 6  | 3  | 3  | 3  | 3  | 3  | 2  | 2  | 1  | 1  | 1  | 1  | 1  | 1  | 1  | 1  | 1  | 1  | 1  | 1  | 1  | 1  | 1  | 1  | 1  | 1  | 1  | 16                         | 0                            |
| Shamrock Rovers           | 5  | 2  | 2  | 4  | 4  | 4  | 4  | 4  | 7  | 8  | 7  | 6  | 7  | 6  | 5  | 5  | 5  | 5  | 5  | 5  | 5  | 5  | 5  | 5  | 5  | 5  | 5  | 5  | 5  | 5  | 5  | 5  | 5  | 0                          | 0                            |
| Derry City FC             | 10 | 5  | 4  | 2  | 2  | 2  | 2  | 2  | 2  | 2  | 1  | 2  | 3  | 3  | 3  | 2  | 2  | 2  | 2  | 3  | 4  | 3  | 4  | 4  | 4  | 4  | 4  | 4  | 4  | 4  | 4  | 4  | 4  | 1                          | 0                            |
| Cork City FC              | 5  | 4  | 5  | 8  | 8  | 8  | 5  | 8  | 8  | 7  | 8  | 8  | 8  | 8  | 8  | 8  | 6  | 7  | 7  | 7  | 7  | 7  | 7  | 7  | 6  | 6  | 7  | 6  | 6  | 6  | 6  | 6  | 6  | 0                          | 0                            |
| Bohemian FC               | 1  | 6  | 7  | 7  | 10 | 6  | 9  | 9  | 9  | 9  | 9  | 9  | 9  | 9  | 11 | 10 | 10 | 11 | 11 | 11 | 11 | 12 | 12 | 12 | 10 | 10 | 10 | 10 | 9  | 9  | 9  | 9  | 9  | 1                          | 3                            |
| Shelbourne FC             | 10 | 11 | 11 | 11 | 11 | 11 | 11 | 12 | 11 | 12 | 10 | 12 | 12 | 12 | 12 | 12 | 12 | 12 | 12 | 12 | 12 | 9  | 10 | 10 | 11 | 11 | 12 | 12 | 12 | 11 | 12 | 12 | 12 | 0                          | 14                           |
| UC Dublin                 | 9  | 12 | 12 | 12 | 12 | 12 | 12 | 11 | 12 | 10 | 11 | 10 | 10 | 10 | 9  | 11 | 11 | 9  | 10 | 10 | 9  | 10 | 9  | 9  | 9  | 9  | 9  | 9  | 10 | 10 | 10 | 10 | 10 | 0                          | 8                            |
| Bray Wanderers            | 2  | 7  | 8  | 10 | 9  | 10 | 10 | 10 | 10 | 11 | 12 | 11 | 11 | 11 | 10 | 9  | 9  | 10 | 9  | 9  | 10 | 11 | 11 | 11 | 12 | 12 | 11 | 11 | 11 | 12 | 11 | 11 | 11 | 0                          | 5                            |
| Dundalk FC                | 5  | 3  | 6  | 3  | 3  | 3  | 3  | 5  | 4  | 4  | 4  | 4  | 4  | 4  | 4  | 4  | 4  | 4  | 4  | 4  | 2  | 2  | 2  | 2  | 2  | 2  | 2  | 2  | 3  | 2  | 2  | 2  | 2  | 1                          | 0                            |
| Limerick FC               | 5  | 9  | 3  | 5  | 7  | 7  | 8  | 7  | 6  | 6  | 6  | 5  | 6  | 7  | 6  | 6  | 7  | 6  | 6  | 6  | 6  | 6  | 6  | 6  | 8  | 8  | 8  | 8  | 7  | 7  | 7  | 7  | 7  | 0                          | 0                            |

### Meilleurs buteurs
La liste des meilleurs buteurs du championnat d'Irlande 2013 est la suivante : 
| Rang | Nom            | Equipe          | Buts |
| ---- | -------------- | --------------- | ---- |
| 1    | Rory Patterson | Derry City FC   | 18   |
| 2    | Patrick Hoban  | Dundalk FC      | 14   |
| 3    | Jason Byrne    | Bray Wanderers  | 13   |
| 3    | Ciarán Kilduff | Cork City FC    | 13   |
| 3    | David McMillan | UCD             | 13   |
| 3    | Declan O'Brien | Drogheda United | 13   |
| 7    | Anthony Elding | Sligo Rovers    | 12   |
| 7    | Michael Rafter | Derry City FC   | 12   |

## First Division
Lors de la 26e journée, Athlone Town Football Club remporte la First Division en battant Waterford sur le score de 1-0. Cette victoire propulse le club en Premier Division pour la première fois depuis la saison 1995-1996.
Au cours de la dernière journée, Longford Town assure définitivement sa participation aux matchs de barrage pour l'accession à la Premier Division. Son adversaire est une équipe surprise Mervue United qui grâce à sa victoire à Wexford prend la deuxième place de barragiste à Waterford qui de son côté s'est effondré à Cobh.

### Classement
| Rang | Équipe             | Pts | J  | G  | N | P  | Bp | Bc | Diff |
| ---- | ------------------ | --- | -- | -- | - | -- | -- | -- | ---- |
| 1    | Athlone Town       | 55  | 28 | 16 | 7 | 5  | 42 | 22 | +20  |
| 2    | Longford Town      | 50  | 28 | 15 | 5 | 8  | 55 | 33 | +22  |
| 3    | Mervue United      | 49  | 28 | 14 | 7 | 7  | 44 | 31 | +13  |
| 4    | Waterford United   | 47  | 28 | 14 | 5 | 9  | 40 | 24 | +16  |
| 5    | Wexford Youths     | 33  | 28 | 10 | 3 | 15 | 29 | 47 | -18  |
| 6    | Finn Harps         | 31  | 28 | 8  | 7 | 13 | 31 | 42 | -11  |
| 7    | Cobh Ramblers FC N | 31  | 28 | 8  | 7 | 13 | 42 | 54 | -12  |
| 8    | Salthill Devon     | 17  | 28 | 4  | 5 | 19 | 23 | 54 | -31  |

| Légende : Qualifications et relégations | Légende : Qualifications et relégations           |
| --------------------------------------- | ------------------------------------------------- |
|                                         | Monte en Premier Division                         |
|                                         | Barrages pour l'accession en Premier Division     |
|                                         | R : Reléguée de Premier Division N : Nouveau club |

### Résultats
| Résultats (▼dom., ►ext.)                                   | ATH | COB | FIN | LON | MER | SDG | WAT | WEX |
| Athlone Town                                               |     | 1-1 | 1-0 | 2-0 | 0-0 | 3-3 | 0-1 | 4-0 |
| Cobh Ramblers FC                                           | 1-1 |     | 2-2 | 3-4 | 5-3 | 1-2 | 0-2 | 5-0 |
| Finn Harps                                                 | 2-3 | 4-1 |     | 1-0 | 1-0 | 1-0 | 0-1 | 0-0 |
| Longford Town                                              | 2-1 | 5-1 | 2-3 |     | 1-1 | 2-1 | 2-1 | 3-1 |
| Mervue United                                              | 2-2 | 1-0 | 2-2 | 1-2 |     | 2-1 | 2-1 | 4-1 |
| Salthill Devon                                             | 1-2 | 1-1 | 2-1 | 0-5 | 0-0 |     | 1-2 | 1-2 |
| Waterford United                                           | 1-0 | 0-0 | 1-1 | 1-1 | 0-4 | 3-2 |     | 0-1 |
| Wexford Youths                                             | 0-2 | 3-0 | 2-1 | 1-0 | 2-0 | 3-0 | 2-1 |     |
| - Victoire à domicile - Match nul - Victoire à l'extérieur |     |     |     |     |     |     |     |     |

| Résultats (▼dom., ►ext.)                                   | ATH | COB | FIN | LON | MER | SDG | WAT | WEX |
| Athlone Town                                               |     | 0-0 | 1-0 | 3-0 | 1-2 | 1-0 | 1-0 | 1-0 |
| Cobh Ramblers FC                                           | 0-1 |     | 3-2 | 4-3 | 3-2 | 1-0 | 2-1 | 3-0 |
| Finn Harps                                                 | 3-2 | 2-2 |     | 0-0 | 0-2 | 2-0 | 0-2 | 1-0 |
| Longford Town                                              | 0-1 | 7-2 | 3-1 |     | 1-3 | 4-0 | 2-1 | 2-1 |
| Mervue United                                              | 2-4 | 2-0 | 4-0 | 1-0 |     | 2-1 | 1-0 | 0-0 |
| Salthill Devon                                             | 0-1 | 1-0 | 0-0 | 1-1 | 0-1 |     | 1-4 | 3-2 |
| Waterford United                                           | 1-1 | 1-0 | 3-0 | 1-0 | 0-0 | 5-0 |     | 4-0 |
| Wexford Youths                                             | 0-2 | 3-1 | 3-1 | 0-0 | 1-4 | 2-1 | 0-2 |     |
| - Victoire à domicile - Match nul - Victoire à l'extérieur |     |     |     |     |     |     |     |     |

### Classement des buteurs
| Rang | Joueur           | Équipe        | Buts |
| ---- | ---------------- | ------------- | ---- |
| 1    | David O'Sullivan | Longford Town | 12   |
| 2    | Conor Meade      | Cobh Ramblers | 10   |
| 3    | Sean McCarron    | Finn Harps    | 7    |

## Matchs de barrage
Le premier tour des barrages oppose le deuxième au troisième de First League. Le vainqueur pourra ensuite défier l'équipe ayant terminé à la 11e place de la Premier League pour l'accession dans l'élite. 
Le Longford Town Football Club, longtemps donné favori pour l'accession directe à la Premier Division termine le championnat à la deuxième place et bénéficie du fait de jouer le match retour à domicile. Son adversaire est le Mervue United Football Club. Les matchs ont lieu les 18 et 25 octobre.

### Premier tour
| Premier tour, match aller | Mervue United    | 1-0   | Longford Town | Fahy's Field                                 |                                              |
| 18 octobre 2013 19:45     | Jason Molloy 14e | (1-0) |               | Spectateurs : 607 Arbitrage : Keith Callanan | Spectateurs : 607 Arbitrage : Keith Callanan |

| Premier tour, match retour | Longford Town                                                   | 3-2             | Mervue United                       | City Calling Stadium      |                           |
| 25 octobre 2013 19:45      | Daniel Purdy 29e · David O'Sullivan 66e · David O'Sullivan 122e | (1-1)           | Jason Molloy 7e · Paul Sinnott 122e | Arbitrage : Kevin O'Regan | Arbitrage : Kevin O'Regan |
| 25 octobre 2013 19:45      | Rapport                                                         |                 |                                     | Arbitrage : Kevin O'Regan | Arbitrage : Kevin O'Regan |
| 25 octobre 2013 19:45      | David O'Sullivan · Derek O'Brien · Ryan Connolly                | Tirs au but 3-0 | Stephen Walsh · Barry O'Mahony      | Arbitrage : Kevin O'Regan | Arbitrage : Kevin O'Regan |

Longford Town Football Club se qualifie difficilement pour le match de barrage contre le onzième de la Premier Division en battant les galwégiens de Mervue United aux tirs au but après deux rencontres très disputées.

### Barrage de promotion/relégation
Les deux équipes disputant les barrages de promotion/relégation sont le Bray Wanderers Association Football Club qui a terminé à la onzième place de la Premier Division et le Longford Town Football Club qui a terminé la deuxième place de la First Division puis a remporté le match de barrage.
La mise en place du match de barrage se fait par tirage au sort. 
| Barrage, match aller | Bray Wanderers Association Football Club | 2-2   | Longford Town Football Club          | Carlisle Grounds |  |
| 28 octobre 2013      | Jason Byrne 8e 31e                       | (2-0) | Dean Ebbe 61e · David O'Sullivan 83e |                  |  |
| 28 octobre 2013      | Rapport                                  |       |                                      |                  |  |

| Barrage, match retour | Longford Town Football Club | 2-3   | Bray Wanderers Association Football Club                | The City Calling Stadium |                          |
| 1er novembre 2013     | Daniel Purdy 58e 79e        | (0-1) | Gary Dempsey 3e · Marty Waters 73e · Kevin O'Connor 86e | Arbitrage : Derek Tomney | Arbitrage : Derek Tomney |
| 1er novembre 2013     | Rapport                     |       |                                                         | Arbitrage : Derek Tomney | Arbitrage : Derek Tomney |

Le Bray Wanderers Association Football Club remporte la double confrontation avec le Longford Town Football Club. Cela lui permet de se maintenir dans l'élite du football irlandais.

## Bilan de la saison
| Championnat d'Irlande de football 2013                       |                                                 |
| Champion                                                     | St. Patrick's Athletic Football Club (8e titre) |
| Coupes et trophées                                           |                                                 |
| Vainqueur de la Coupe d'Irlande 2013                         | Sligo Rovers                                    |
| Vainqueur de la Coupe de la Ligue d'Irlande de football 2013 | Shamrock Rovers Football Club                   |
| Qualifications continentales                                 |                                                 |
| Ligue des champions de l'UEFA 2014-2015                      | St. Patrick's Athletic Football Club            |
| Ligue Europa 2014-2015                                       | Dundalk Football Club                           |
| Ligue Europa 2014-2015                                       | Sligo Rovers Football Club                      |
| Ligue Europa 2014-2015                                       | Derry City Football Club                        |
| Promotions et relégations                                    |                                                 |
| Promus en Premier Division                                   | Athlone Town Football Club                      |
| Relégués en First Division                                   | Shelbourne Football Club                        |